# Хадаханэ, Мария Андреевна
Мария Андреевна Хадаханэ (6 июня 1933 года, с. Бохан, Иркутская область — 17 марта 2021 года) — прозаик, переводчик, литературовед, критик, кандидат филологических наук. Член Союза журналистов СССР (1962), Союза писателей СССР (1968), Член Всесоюзного театрального общества. Заслуженный работник культуры Тувинской АССР (1967), Заслуженный работник культуры Российской Федерации (2006).

## Биография
Мария Андреевна Хадаханэ родилась 6 июня 1933 года в с. Бохан, Иркутской области. Училась в Кызылских школах № 1, 3, окончила историко-филологический факультет Иркутского государственного университета в 1955 г. С 1955—1968 гг. работала научным сотрудником Тувинского научно-исследовательского института языка и литературы, преподавателем, заведующей кафедрой русской литературы КГПИ (Кызылский государственный педагогический институт). В 1966 г. успешно защитила кандидатскую диссертацию «Становление тувинской прозы» в Институте мировой литературы им. М. Горького АН СССР.
Мария Хадаханэ скончалась 17 марта 2021 года после продолжительной болезни на 88 году жизни. 

## Творчество
Выпустила монографии «Тувинская проза» (1968), «Литературная Тува» (1986), «Очерки тувинской культуры» (2008). В соавторстве написала работу «Тыва совет литератураның допчу төөгүзү» («Краткая история тувинской советской литературы», 1975).
Составитель книг «Тувинские народные сказки» (1958), «Утес у солнца» (1961), «Тувинские пословицы и поговорки» (1966), «А. Пальмбах — писатель и человек» (1967), «Тувинские народные сказки» (1967), «Тувинские сказки» (1970), «Люди тувинского театра» (1971), «Чоннуң чечени — Мудрость народа» (1976), «Тувинские народные сказки» (1984), «Тувинские сказки» (2000), «Во имя человека» (2005), «Артист цирка» (2006).
М. Хадаханэ написаны и опубликованы десятки научных и литературно-критических статей, переведены на русский язык произведения тувинских писателей О. Саган-оола, С. Сюрюн-оола, М. Олчей-оола, Н. Ооржака, М. Кожелдея, Б. Ондара и др.
Выпустила повесть «Река жизни» (2003).
В своих трудах М. Хадаханэ, анализируя творчество писателей, разрабатывает пути развития тувинской прозы. Находясь у истоков тувинского литературоведения, принимала активное участие в разработке вопросов истории и актуальных проблем тувинской художественной литературы. Ею создан ряд библиографических указателей, написаны обзорные и персональные статьи о тувинских писателях в «Истории советской многонациональной литературы», «Краткой литературной энциклопедии», «Большой литературной энциклопедии». Участница всесоюзных, региональных, международных научных конференций. Была делегатом III и VIII съездов писателей РСФСР. Её статьи о тувинской культуре были напечатаны в периодических изданиях «Театральная жизнь», «Литературная Евразия», «Советская женщина», «Российский писатель», «Сибирские огни».
Некоторые работы М. А. Хадаханэ переведены на алтайский, якутский, хакасский, монгольский и тувинский языки.
Член Союза журналистов СССР (1962), Союза писателей СССР (1968), Член Всесоюзного театрального общества.

## Награды и звания
- Медаль «За доблестный труд» Республики Тыва (2008)[5]
- Медаль «100-летие со дня рождения М. А. Шолохова» (2005)
- Почётный гражданин Кызыла (2010)
- Заслуженный работник культуры Тувинской АССР (1967)
- Заслуженный работник культуры Российской Федерации (2006)
- Орден «Буян-Бадыргы» III степени (2016)[6]

## Основные публикации
- Тувинская проза. — Кызыл: Тув. кн. изд-во, 1968. — 130 с.
- Литературная Тувы. — Кызыл: Тув. кн. изд-во, 1986. — 124 с.
- Река жизни: повесть. — Кызыл: Тув. кн. изд-во, 2003. — 280 с.
- Очерки тувинской культуры. — Кызыл: Тув. кн. изд-во, 2008. — 66 с.